# ジャン＝ピエール・モッキー
ジャン＝ピエール・モッキー（Jean-Pierre Mocky, 1933年7月6日 -2019年 8月8日)は、フランスの映画監督、俳優、脚本家、映画プロデューサー、編集技師である。かつての公称生年月日は「1929年7月6日」であった。本名ジャン＝ポール・アダム・モキイェフスキ（Jean-Paul Adam Mokiejewski）。

## 人物・来歴
1933年（昭和8年）7月6日、フランスのアルプ＝マリティーム県ニースに生まれる。
1942年、マルセル・カルネ監督の"Les visiteurs du soir"にエキストラとして初めての映画出演を果たした。戦時中から戦後にかけて俳優をしながらタクシー運転手で生計を立てていたところ、たまたま乗客として知り合った俳優のピエール・フレネーに気に入られ、彼の庇護を受けるようになる。その後、パリ国立高等音楽・舞踊学校に入学してルイ・ジューヴェの指導を受けた。また、同級生のジャン＝ポール・ベルモンドとも親しくなり、ベルモンドとの名前の混同を避けるために芸名を「ジャン＝ピエール」に変えることを決めた。
1952年、ミケランジェロ・アントニオーニに見いだされ、オムニバス映画『敗北者たち』(1953)のフランスのエピソードに主演。本作をきっかけにイタリアで俳優としての人気が高まり、イタリア映画への出演が相次ぐ。
1954年（昭和29年）、ルキノ・ヴィスコンティ監督の『夏の嵐』に出演し、助監督も務める。同時期、フェデリコ・フェリーニ監督の『道』(1954)でも助監督を務めた。
1958年に、クロード・シャブロル、フランソワ・トリュフォー、ジャン・リュック・ゴダールと出会う。彼らヌーヴェル・ヴァーグの監督たちとは同世代であり親交もあったが、モッキー自身はヌーヴェル・ヴァーグの運動とは距離を置き続けた。
1959年（昭和34年）、ジョルジュ・フランジュ監督の『壁にぶつかる頭』に主演。原作となったエルヴェ・バザンの小説の映画化権をモッキーが獲得し、トリュフォーと共に脚本を執筆。当初モッキーはアラン・レネに監督を依頼したが断られ、フランジュに監督を依頼することとなった。完成した映画はゴダールによって称賛を受け、映画祭で12の賞を受賞した。興行的には成功とは言い難かったが、その後フランス映画の名作として評価を確立した。
同年、ジャック・シャリエの主演作『今晩おひま?』 で映画監督としてデビューする。当初モッキーはパリ国立高等音楽・舞踊学校以来の友人ベルモンドを主演に想定していたが、製作会社から当時人気のあったシャリエの起用を強制された。
1963年（昭和38年）、第13回ベルリン国際映画祭コンペティション部門に監督作 Un drôle de paroissien （日本未公開）を出品する。
1987年（昭和62年）、第37回ベルリン国際映画祭コンペティション部門に監督作 Le Miraculé （日本未公開）を出品する。
監督・俳優として意欲的に活動していたが2019年にし死去。
パリのストラスブール・サン＝ドニ界隈の映画館を買い取って、自作の上映やB級ものをセレクト上映している。また、自作の大半を統一デザインによるジャケットでDVD化していた。。

## おもなフィルモグラフィ
特筆以外はすべて監督作である。

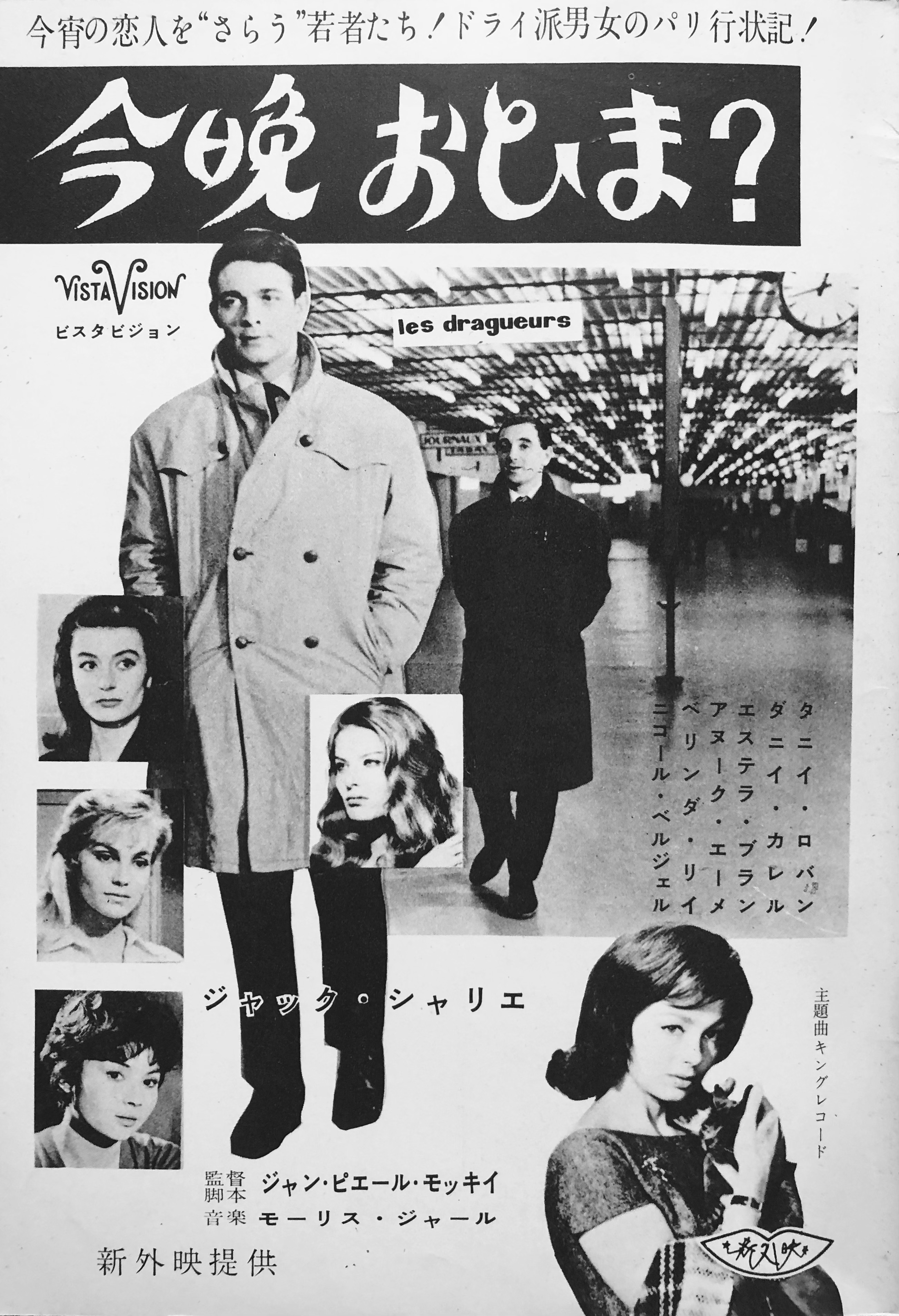
『今晩おひま?』（1959年）の広告

- 『太陽と砂漠』 Le Paradis des pilotes perdus : 監督ジョルジュ・ランパン、主演アンリ・ヴィダル、1949年 - 出演
- 『オルフェ』 Orphée : 監督ジャン・コクトー、主演ジャン・マレー、1950年 - 出演
- I vinti : 監督ミケランジェロ・アントニオーニ、主演フランコ・インテルレンギ、1953年 - 出演
- 『夏の嵐』 Senso : 監督ルキノ・ヴィスコンティ、主演アリダ・ヴァリ、1954年 - 助監督・出演
- 『逃亡者』 Gli sbandati : 監督フランチェスコ・マゼッリ、主演ルチア・ボゼー、1955年 - 出演
- 『赤い灯をつけるな』 Le rouge est mis : 監督ジル・グランジェ、主演ジャン・ギャバン、1957年 - 出演
- 『情報は俺が貰った』（ネタ） Le Gorille vous salue bien : 監督ベルナール・ボルドリー、主演シャルル・ヴァネル、1958年 - 出演
- 『壁にぶつかる頭』 La Tête contre les murs : 監督ジョルジュ・フランジュ、共演アヌーク・エーメ、1959年 - 脚本・主演
- 『今晩おひま?』 Les Dragueurs : 主演ジャック・シャリエ、1959年 - 監督・原案・脚本（初監督作）
- Un drôle de paroissien : 主演ブールヴィル、1963年 - 監督・原案・脚本・出演
- 『ソロ』Solo：主演・監督・脚本、1969年 (シネクラブ英語字幕付上映)
- 『暴かれたスキャンダル』 Un linceul n'a pas de poches : 主演ジャン・カルメ、1974年 - 監督・原案・脚本・出演・プロデューサー (VHSスルー)
- 『リタン』 Litan : La cité des spectres verts : 主演マリー＝ジョゼ・ナット、1982年 - 監督・原案・脚本・出演・プロデューサー・編集 (VHSスルー)
- 『カルメンという名の女』 Prénom Carmen : 監督ジャン＝リュック・ゴダール、主演マルーシュカ・デートメルス、1983年 - 出演
- À mort l'arbitre : 主演ミシェル・セロー、1984年 - 監督・原案・脚本・出演・編集
- 『宝庫』Le Pactole：リシャール・ボーランジェ、ポリーヌ・ラフォン、1985年、監督・製作・脚本 (シネクラブ英語字幕付上映)
- 『映画というささやかな商売の栄華と衰退』 Grandeur et décadence d'un petit commerce de cinéma : 監督ジャン＝リュック・ゴダール、共演マリー・ヴァレラ、1986年 - 主演
- Le Miraculé : 主演ミシェル・セロー、ジャンヌ・モロー　1987年 - 監督
- 『黒い蘭の追憶』 Noir comme le souvenir : 原作カーリーン・トンプスン、音楽ガブリエル・ヤレド、主演ジェーン・バーキン - 1995年、監督・脚本
- 『モーリス・ジャールの軌跡』 In the Tracks of Maurice Jarre : 監督パスカル・キュノ、主演ローレンス・バディ、2007年 - 出演
- 『ヒッチコック劇場 2007』 Myster Mocky présente 2007年-2013年 (TVシリーズ) - 出演・脚本・エピソード監督 シーズン1情報
- 『怒り』Colère 主演：マチュー・ドゥミ、ロバン・レヌッチ、2010年 - 監督・脚本、TV5MONDEで2012年7月25日に日本語字幕付で放映
- Monsieur Cauchemar : 原作ピエール・シニアック、音楽：ヴラディミール・コスマ - 2015年、監督・脚本・主演